# Dangerous Liaisons (TV-serie)
Dangerous Liaisons är en amerikansk historisk dramaserie vars första säsong hade premiär den 6 november 2022. Första säsongen består av åtta avsnitt. Serien är baserad på Pierre Choderlos de Laclos roman med samma namn (Farliga förbindelser på svenska) från 1782. Serien visar på TV Play med start den 5 april 2024.

## Handling
Serien kretsar kring markisinnan de Merteuil och vicomte de Valmont. De inleder en passionerad kärlekshistoria som präglas av intriger och deras strävan efter att klättra upp i den franska överklassen.

## Rollista (i urval)
- Nicholas Denton - Pascal Valmont
- Alice Englert - Camille
- Hakeem Kae-Kazim - Majordome
- Hilton Pelser - Gabriel Carré
- Kosar Ali - Victoire
- Nathanael Saleh - Azolan
- Paloma Faith - Florence de Régnier
- Maria Friedman - Berthe
- Antonia Campbell-Hughes - Marie Antoinette
- Kathryn Wilder - Eloise de Chalon
- Matthew Steer - Emile
- Lesley Manville - Geneviéve de Merteuil
- Michael McElhatton - Jean de Merteuil
- Carice van Houten - Jacqueline de Montrachet
- Lucy Cohu - Christine
- Christian McKay